# Yohan Bernard
Yohan Bernard (Dunkerque, Francia, 7 de agosto de 1974) es un nadador retirado especializado en pruebas de estilo braza, donde consiguió ser subcampeón de Europa en la prueba de 200 metros braza durante el Campeonato Europeo de Natación de 2002.
Representó a Francia en los Juegos Olímpicos de Atlanta 1996 y Sídney 2000.

## Palmarés internacional
| Campeonato Europeo de Natación | Campeonato Europeo de Natación | Campeonato Europeo de Natación | Campeonato Europeo de Natación |
| Año                            | Lugar                          | Medalla                        | Prueba                         |
| ------------------------------ | ------------------------------ | ------------------------------ | ------------------------------ |
| 1999                           | Estambul (Turquía)             | Medalla de bronce              | 200 m braza                    |
| 2002                           | Berlín (Alemania)              | Medalla de plata               | 200 m braza                    |